# ФК Интернационал
Фудбалски клуб Интернационал, црногорски је фудбалски клуб из Подгорице, који се такмичи у Другој лиги Црне Горе. Два пута је освојио регију Центар у оквиру Треће лиге.
Утакмице као домаћин обично игра на помоћном стадиону ФК Будућност или на тренинг кампу ФК Будућност.

## Историја
Основан је 2021. године, а одмах по оснивању почео је да се такмичи у регији Центар у оквиру Треће лиге. Сезону 2021/22. завршио је на другом мјесту, три бода иза ОФК Никшића, а током сезоне остварио је побједу од 17 : 0 на гостовању против Рибнице. У сезони 2022/23. имао је исти број бодова као Црвена стијена послије 20. кола, када су ремизирали 0 : 0 на стадиону у Толошима, а на утакмици је присуствовало скоро хиљаду гледалаца. До краја сезоне је остварио све побједе и освојио је регију Центар 12 бодова испред Црвене стијене и пласирао се у бараж за Другу лигу. У баражу је играо против Ловћена и Ибра. У првом колу побиједио је Ибар 4 : 1, док је у другом колу био слободан, а након што је Ловћен побиједио Ибар 4 : 0, и Ловћен и Интернационал су обезбиједили пласман у Другу лигу прије последњег кола. У последњем колу играли су Ловћен и Интернационал на Цетињу, најстарији и најмлађи клубови у Црној Гори у том тренутку, а Ловћен је побиједио 2 : 1. Сезону 2023/24. у Другој лиги завршио је на деветом мјесту од десет клубова и испао је у Трећу лигу, у регију Центар.

## Резултати у такмичењима у Црној Гори
| Сезона   | Степен | Лига                | Бр.екипа           | Позиција  | Куп             |
| -------- | ------ | ------------------- | ------------------ | --------- | --------------- |
| 2021/22. | 3      | Трећа лига — Центар | 16                 | 2. мјесто | Није учествовао |
| 2022/23. | 3      | Трећа лига — Центар | 13                 | 1. мјесто | Није учествовао |
| 2023/24. | 2      | Друга лига          | 10                 | 9. мјесто | Није учествовао |
| 2024/25. | 3      | Трећа лига — Центар | 22 (2 групе по 11) | 1. мјесто | Није учествовао |

## Успјеси
| Трећа лига | Првак | 2 | 2022/23, 2024/25 |